# Egídio Júlio
Egídio Júlio, nascido Gil Julião Rebolo (por vezes, Gil Julianes Rebolo) (mais conhecido como Mestre Gil) (Lisboa - ?) foi um cardeal português.

## Biografia
Gil Julião, ou Egídio Júlio, nasce em Lisboa, no então Reino de Portugal, em data não conhecida, mas seguramente antes de 1226, pode-se afirmar que nasceu cerca de 1211, pois em março deste ano Dom Afonso II concedeu-lhe a vila de Figueiró. Era filho de Julião Pais Rebolo, médico, e de sua mulher Mor Mendes, e irmão de Pedro Julião Rebolo (embora Luís Ribeiro Soares defenda que possa ter sido filho do chanceler de D. Sancho I, Mestre Julião Pais, o qual foi identificado como sendo a mesma pessoa).
É considerado como o primeiro cardeal português, talvez criado pelo Papa Urbano III ou Papa Inocêncio III. Entretanto, não há fontes que confirmem sua criação, nem que indiquem sua carreira eclesiástica. Sabe-se apenas que foi cónego tesoureiro da Diocese de Coimbra e cónego da Diocese de Viseu.